# Comté de Rawlins
Le comté de Rawlins est l’un des 105 comtés de l’État du Kansas, aux États-Unis, à la frontière avec le Nebraska. Fondé le 20 mars 1873, il a été nommé en hommage au général John A. Rawlins (1831-1869), secrétaire à la Guerre.
Siège et plus grande ville : Atwood.

## Géolocalisation
| Comté de Cheyenne | Comté de Hitchcock (Nebraska) | Comté de Red Willow (Nebraska) |
| Comté de Cheyenne | Comté de Rawlins              | Comté de Decatur               |
| Comté de Sherman  | Comté de Thomas               |                                |